# Можаєв Олександр Валентинович
Олександр Валентинович Можаєв (5 серпня 1958 , Орджонікідзе ) — радянський фехтувальник на шпагах, бронзовий призер Олімпійських ігор 1980 року, чемпіон світу.

## Виступи на Олімпіадах
| Олімпіада   | Дисципліна          | Місце |
| ----------- | ------------------- | ----- |
| Москва 1980 | індивідуальна шпага | 5     |
| Москва 1980 | командна шпага      | 3     |